# On Air
《On Air》（韓語：온에어）是韓國SBS於2008年3月5日起播放的水木連續劇，導演申宇哲和編劇金銀淑繼SBS戀人系列後再度合作。因為這部戲是以韓國電視台為舞臺所創作的故事，加上導演和編劇在韓國演藝圈有廣泛的人脈，邀請到不少韓國當紅女星客串演出。

## 故事大綱
在電視台年終頒獎典禮上，大牌女明星吳升雅(金荷娜 飾)堅信自己參演的電視劇無論收視率還是藝術性遙勝過其他競爭對手，而當她獲知與他人並列演技大獎時，當場拒絕領獎，引發眾議。這讓正在頒獎的嘉賓徐英真(宋玧妸 飾)當場出糗。
身為最高人氣編劇徐英真，一直以嫁入豪門、灰姑娘...等稍不留意就會落入俗套的題材，將故事發揮得淋漓盡致，她的作品是收視率第一的保證。但是，她現在覺得應該改變一下現狀，想挑戰一部有深度的作品，因此走訪心理醫師，在診所裡認識了李慶民(朴容夏 飾)，初次相遇兩人互看對方不順眼。
在電視劇策劃會議上，以精神病為題材的提議被否決，電視台部長建議還是以豪門和絕症為題材的愛情劇，正要抓狂的她又聽到女主角要由吳升雅擔綱，差點口吐白沫...吳升雅所屬的經紀公司社長專橫、唯利是圖，擔心自己無法成為真正的演員，後來約滿的吳升雅找到了張基俊(李凡秀 飾)社長，七年前他幫她免於被假經紀人所騙，成名後的她希望投奔他成為真正的演員。四個人因緣際會地合作拍攝一個突破以往的電視劇「TICKET TO THE MOON」，他們從尷尬的開始，卻彼此在甜蜜中結束...

## 角色介紹

### 主要演員
| 演員   | 角色   | 介紹 | 無綫配音 |
| 金荷娜 | 吳升雅 | 26歲，被譽爲當代最上鏡的女星，粉絲稱她「國民妖精」，上百萬的anti們稱她 「傲慢大王」，與韓國演藝界最大企劃公司SW經紀的合約即將到期，是否續約自然成爲演藝圈內關注的大事。她因爲不喜歡與人共享大獎榮耀，在電視臺年終頒獎典禮直播過程中拒絕領獎。極其傲慢的她主動與圈內末流經紀人張基俊簽約，雖然張基俊曾栽培過各路大腕明星，但其境遇已今非昔比。 這條新聞轟動了演藝圈，她簽約的理由很簡單，希望摘掉明星光環，做一名真正演員。雖然她告訴張基俊，奉俊河導演的《怪獸》女主角很不錯，但拿到手的企劃案卻是一部名爲「精神病也無所謂」的……，不知出自何人之手，但很有趣。在張基俊的忽悠下，她同意出演電視劇。與編導見面時，她見到了鋒芒畢露的編劇徐英恩和第一次執導作品的李慶民導演。 | 程文意   |
| 李凡秀 | 張基俊 | 36歲，經紀公司「張entertainment」社長，演藝圈內可以點石成金的麥得斯，打造出多位電視劇每集片酬達幾千萬元、國內外電影節常客的演員。基俊的膝蓋是這個世界上最廉價的，只要是爲了自己的演員，不管在誰面前，用不了0.01秒他就能跪下。交通事故後腦袋縫了數十針，但演員乾咳幾聲，他就會跑到藥店買藥，這樣傻呼呼地愛著麾下演員。但是這種愛往往以單方面付出而告終，演員走紅後無一不因爲多賺一點簽約金而離開他。 付不起月租，家具被搬出來，他開始對「不要相信外表光鮮的演員」這話有了切身體會。一口氣喝了7瓶燒酒，醒來時，十年來仍默默無聞的兩位演員在醫院照顧他，頓時覺得人生也不是那麽糟糕，於是萌生雄心，哪怕再遭到背叛，也要讓這兩位成爲大腕。打算東山再起時，大明星吳承雅出現在他面前。7年前吳承雅找過他，希望進入演藝圈，但是基俊叱責了她一通，給了她3萬元讓她回去。吳承雅說要簽約，條件是基俊親自負責部分瑣事。雖然令人啼笑皆非，可基俊的心已開始怦怦亂跳。 | 陳廷軒   |
| 朴容夏 | 李慶民 | 34歲，導演，畢業于首爾大學法學院，曾獲得過Golden Chest短篇部門獎，是SBC的一匹黑馬。一表人才卻沈默寡言，常被批狂傲，比同期的人做了更久的助理導演。別人羡慕他學歷高工作不錯，但其實做助理導演比當兵更孤獨、比戀愛更鬧心，不過這工作還是遠比做家務讓人稱心如意。哥哥是個敗家子，妹妹婚姻不幸福，聰明但身體不好的老小還在讀大學，這些都是慶民的負擔。真想一把火把那個破家燒掉，但他是孝子，只要想到靠做保姆養活自己的母親，他就不能撒手不管。 當今明星導演賺的可和大腕演員們一樣多，沒理由拼死學習以求當法官或檢察官，他放棄了司法考試到電視臺就職。可惡的是錢和收視率挂鈎，想要賺錢就必須有像徐英恩那樣能創造出收視神話的編劇，從未拍過迷你劇的導演要遇上那麽著名的編劇簡直比登天還難。 | 雷霆     |
| 宋玧妸 | 徐英恩 | 36歲，人氣編劇，有「收視率製造機」、「票房神話」、「流行臺詞大家」等華麗稱呼。年終演技大賞擔任頒獎嘉賓，由於吳承雅拒絕領獎，登上了娛樂報紙頭版，陪著她的是被拒領的獎盃。不知是不是這件事帶來的影響，現在她對寫過的不倫、不治之症、灰姑娘題材劇集感到懷疑。抱著寫一部「健康」 的電視劇的想法，她開始孤軍奮戰，但在接觸導演時，她遇到了壓力。拍過三部不治之症的宋導演勸她「缺乏趣味性，寫熟悉的吧」，於是她辭掉了宋導。 體驗生活時，在精神病醫院遇到了一位和病人們相處很好的深沈而木訥的男子。出於好奇心和職業心理，她主動去搭訕，結果話太多而被當成精神病人。電視臺裏大家私下議論她是換導演的自大狂，英恩的健康電視劇越來越難産。和她見面新導演居然是和精神病人相處很好的李慶民導演，而想用的演員竟是5年前在全國觀衆面前把人氣作家晾在一邊的吳升雅。                                                                                                   | 許盈     |

### SW娛樂經紀公司
| 演員   | 角色   | 介紹                                                                             |
| 李亨哲 | 陳尚宇 | SW娛樂經紀公司代表，與張基俊一樣從經紀人起步，在經紀娛樂界舉足輕重的人物。       |
| 韓藝媛 | 彩莉   | 基俊培育的新人女演員，靠著性感容貌開始受到關注時，背叛基俊跳槽到SW娛樂經紀公司。 |
| 金盛吳 | 金盛吳 | SW娛樂經紀公司所屬經紀人。                                                       |

### 製作公司
| 演員   | 角色   | 介紹                                                     |
| 洪智敏 | 李惠慶 | Dream House代表，天不怕地不怕，社交手腕相當高超的製作公司代表理事。 |
| 柳瑞真 | 尹賢秀 | Dream House製作導演，即使孤獨、傷心也不哭泣的甜美型製作導演。       |

### SBC電視台
| 演員   | 角色   | 介紹                                                                                         |
| 崔尚勳 | 姜浩尚 | SBC電視製作局長，製作電視劇近30年的老將。                                                    |
| 李元   | 權伍碩 | 執業三年電視劇助理導演，SBC公開採用出身。                                                    |
| 李聖旻 | 宋修哲 | 電視劇導演，修哲的電視劇成功公式不外乎，出生的秘密、財閥、不治之症、喪失記憶與灰姑娘的故事。 |
| 李達亨 | 朴峰植 | 燈光導演，10年前被稱為是燈光界的巨星，不過因為莫名其妙的安全事故，負擔大筆債務。             |
| 余鎬民 | 洪成奎 | 新人攝影導演                                                                                 |
| 金東均 | 盧勇哲 | 電視劇導演                                                                                   |
| 琴浩錫 | 江海州 | SBC電視製作局FD。                                                                            |

### 英恩家
| 演員   | 角色   | 介紹                                                                   |
| 朴珠雅 | 朴香子 | 英恩的媽媽                                                             |
| 申東佑 | 金俊熙 | 英恩的兒子，因為是作家的兒子，所以詞彙能力成績特別好，總是被選為班長。 |

### 慶民家
| 演員   | 角色   | 介紹       |
| 李京進 | 郭玉心 | 慶民的媽媽 |
|        | 李慶美 | 慶民的妹妹 |
|        | 李慶浩 | 慶民的哥哥 |

### 其他人物
| 演員   | 角色   | 介紹 |
| 李哲民 | 金學善 | 學娛樂經紀公司代表，簽下許多國內大明星，狡猾至極。 |
| 姜珠馨 | 安多晴 | 編劇助手，協助英恩紀錄行程、日誌，總是譏諷別人的編劇助手。 |
| 丁天碩 | 李元   | 菜鳥演員，在咖啡廳打工時被基俊看中。青年時代與壞朋友打交道，高中畢業後一邊打工一邊在基俊介紹的模特兒訓練下，實踐演員夢。 |
| 林賢成 | 金凡來 | 菜鳥演員，對於每一場演出都相當重視的喜劇角色，但其實是財閥家的獨生子，不顧父母的反對，為了成為演員離家出走。 |
| 成宇鎮 | 羅錫賢 | 賢秀的丈夫，慶民的朋友。座右銘是「及時行樂」，計畫今年休假搭郵輪環南太平洋一周。 |
| 金瑞奇 | Aden   | 紐約出生的流行雜誌混血模特兒，遺傳父親的白皮膚、藍眼睛與母親的黑頭髮，喜歡吃乾巴巴的食物，是頗具魅力的男人。就讀法學院，但無法放棄演員夢，在紐約時裝周時被韓國人主編相中。圓了回到媽媽母國的夢，但在韓國因為其俊俏的外型，演技不被看好。升雅只對他吐露心聲，是她的好朋友與英文老師。 |
| 姜萊燕 | 林素媛 | 台灣觀光局副局長。 |
| 池一株 | 經紀人 | 李孝利的經紀人。 |
| 李承亨 | 廣告主 | 陳社長向吳升雅介紹的廣告主，建設公司小開。 |
| 孫華玲 | 化妝師 | 吳升雅的化妝師。 |
| 鄭鍾顯 | 刑事   | 吳升雅的刑事粉絲。 |
| 閔書賢 | 楊素恩 | 陳社長所屬的自殺女演員。 |
| 張孝振 | 秋延宇 | 演技大賞與吳升雅共同獲獎的演員。 |
| 孟奉學 |        | 電影社代表。 |
| 李彩媛 |        | 吳升雅的助理。 |
| 崔尚祖 |        | 吳升雅的教練。 |
| 鄭宗烈 |        | 嚴智苑的經紀人。 |
| 薛芝玧 |        | 權作家。 |

### 客串出演
- 第1集 ：李孝利、FTIsland、金亞中、朴詩妍、韓彩英、朴真熙
- 第2集 ：全道嬿、尹起遠（朝鲜语：윤기원 (배우)）（冒牌演藝經紀公司騙子）
- 第3集 ：李天熙、全慧彬、朴詩妍、金喜善（照片登場）
- 第4集 ：金民俊、尹起遠（朝鲜语：윤기원 (배우)）（冒牌演藝經紀公司騙子）
- 第5集 ：姜惠貞、嚴智媛
- 第9集 ：李瑞鎮、金廷恩
- 第11集：宋昶義、金玉彬
- 第12集：姜惠貞、張自妍
- 第13集：鄭燦宇（朝鲜语：정찬우 (희극인)）
- 第14集：申東旭
- 第15集：金濟東
- 第16集：金諪恩
- 第20集：金成珉
- 第21集：尹世雅、Hines Ward

## 各地播放時間
依地區的首播時間作排列

### 日本
- MNET JAPAN
  - 首播：2008年7月30日
  - 時段：星期三、星期四晚上9時至10時15分首播。週末早上10時45分至正午12時；星期三、四早上10時30分至11時45分重播。

### 香港
- 無綫收費電視劇集台
  - 首播：2008年8月24日
  - 時段：逢星期日，晚上9時05分

### 臺灣
- 緯來戲劇台
  - 首播：2008年12月8日
  - 時段：週一到週五，晚上10時

### 美國
- KSCI
  - 首播：2009年12月25日
  - 時段：週一到週五，晚上7時
  - 備註：國語配音

## 收視率
| 集數               | 播放日期           | TNS收視率 | TNS收視率 | AGB收視率 | AGB收視率 |
| 集數               | 播放日期           | 全國地區  | 首爾地區  | 全國地區  | 首爾地區  |
| ------------------ | ------------------ | --------- | --------- | --------- | --------- |
| 第1集              | 2008/03/05         | 13.4%     | 15.2%     | 11.4%     | 12.5%     |
| 第2集              | 2008/03/06         | 15.2%     | 16.1%     | 14.4%     | 14.9%     |
| 第3集              | 2008/03/12         | 14.7%     | 15.9%     | 14.1%     | 15.2%     |
| 第4集              | 2008/03/13         | 18.9%     | 20.5%     | 16.6%     | 17.6%     |
| 第5集              | 2008/03/19         | 16.7%     | 17.9%     | 15.8%     | 16.9%     |
| 第6集              | 2008/03/20         | 18.1%     | 18.5%     | 16.9%     | 16.5%     |
| 第7集              | 2008/03/26         | 20.1%     | 20.9%     | 18.3%     | 19.9%     |
| 第8集              | 2008/03/27         | 21.2%     | 22.1%     | 20.2%     | 20.4%     |
| 第9集              | 2008/04/02         | 21.6%     | 22.9%     | 20.5%     | 22.0%     |
| 第10集             | 2008/04/03         | 22.8%     | 24.4%     | 21.1%     | 21.7%     |
| 第11集             | 2008/04/11         | 19.4%     | 20.1%     | 19.5%     | 20.3%     |
| 第12集             | 2008/04/16         | 21.1%     | 21.9%     | 20.7%     | 22.4%     |
| 第13集             | 2008/04/17         | 22.2%     | 23.7%     | 20.9%     | 22.5%     |
| 第14集             | 2008/04/23         | 22.9%     | 23.7%     | 21.0%     | 22.3%     |
| 第15集             | 2008/04/24         | 23.3%     | 24.1%     | 21.3%     | 22.2%     |
| 第16集             | 2008/04/30         | 21.4%     | 21.9%     | 20.4%     | 21.5%     |
| 第17集             | 2008/05/01         | 24.0%     | 25.6%     | 22.0%     | 23.0%     |
| 第18集             | 2008/05/07         | 23.5%     | 24.1%     | 20.2%     | 20.6%     |
| 第19集             | 2008/05/08         | 25.6%     | 26.2%     | 23.4%     | 24.4%     |
| 第20集             | 2008/05/14         | 23.5%     | 24.9%     | 21.9%     | 23.6%     |
| 第21集             | 2008/05/15         | 25.8%     | 27.4%     | 25.4%     | 26.2%     |
| 平均收視（1-21集） | 平均收視（1-21集） | 20.7%     | 21.8%     | 19.3%     | 20.3%     |

## 原聲帶曲目
- 《On Air》OST

1. 한가지 말 有一種話 － FTIsland
2. 외사랑 唯一的愛 － 朴容夏
3. 그림자 影子 － 宋允兒
4. 설레임 悸動 － 임재용(Im Jae Yong /Beyond)
5. 고마운 사람 感謝的人 － 朴容夏
6. If... － Naby
7. 사랑을 해요 正在愛著 － 최훈 (Choi Hoon)
8. Q
9. Dissolvent

- 《On Air》OST Part 2

1. 섬 夢想的島嶼 － 李凡秀
2. Sky Love － 金荷娜
3. 내게 그런 사람 對我而言是那樣的人 － 신디(Cindy feat. AMAN)
4. 사랑을 해요 正在愛著 (Bossanova Ver) － 최훈(Choi Hoon)
5. 한가지말 有一種話(Guitar Ver)
6. 하늘을 가르며 劃破天空
7. Rainbow Soap
8. 두려움 앞에서 在恐懼的面前
9. 야리야 연주곡 Yariya(演奏曲)
10. Think About You
11. 야리야 Yariya  - 韓藝媛

## 劇中《Ticket To The Moon》收視率
第1集及2集收視率於劇中第十六集出現；第4集收視率於劇中第十七集出現；第5集至8集收視率則於第十八集出現；而第11集至12集收視率於第二十集出現。
| 集數   | 收視率   | 收視率   |
| 集數   | 全國地區 | 首爾地區 |
| ------ | -------- | -------- |
| 第1集  | 20.7%    | 21.9%    |
| 第2集  | 22.0%    | -----%   |
| 第4集  | 18.2%    | -----%   |
| 第5集  | 16.0%    | -----%   |
| 第6集  | 13.4%    | -----%   |
| 第7集  | 12.7%    | -----%   |
| 第8集  | 12.5%    | -----%   |
| 第11集 | 11.8%    | -----%   |
| 第12集 | 15.5%    | -----%   |

## 獎項
- SBS演技大賞最優秀女演員獎 (金荷娜、宋允兒)
- SBS演技大賞優秀男演員獎(朴容夏)
- 第2屆韓國電視節最優秀女演員獎 (金荷娜)

## 外部連結
- 韓國SBS官方網站（页面存档备份，存于） 
- 香港無綫官方網頁（页面存档备份，存于）（繁體中文）
- 臺灣緯來官方網站（页面存档备份，存于） （繁體中文）

| SBS 水木劇                              | SBS 水木劇                               | SBS 水木劇 |
| --------------------------------------- | ---------------------------------------- | ---------- |
|                                         | （2008年3月5日 - 2008年5月15日）         |            |
| 不汗黨 （2008年1月2日 - 2008年2月28日） | 一枝梅 （2008年5月21日 - 2008年7月24日） |            |

| 香港 無綫劇集台 星期日15:00 - 17:30及21:05 - 23:30                          | 香港 無綫劇集台 星期日15:00 - 17:30及21:05 - 23:30 | 香港 無綫劇集台 星期日15:00 - 17:30及21:05 - 23:30 |
| --------------------------------------------------------------------------- | -------------------------------------------------- | -------------------------------------------------- |
|                                                                             | （2008年8月24日 - 2008年11月2日）                  |                                                    |
| 熱血仁心 （2008年6月1日 - 2008年8月17日）                                   | （2008年11月9日 - 2008年12月28日）                 |                                                    |
| 香港 高清翡翠台 星期一至五 高清劇場 13:15 - 14:15（其他重播時段請參見這裡） |                                                    |                                                    |
| 一枝梅 （2009年8月24日 - 2009年9月22日）                                    | （2009年9月23日 - 2009年10月30日）                 | 三角追蹤 （2009年11月2日 - 2009年11月16日）        |

| 臺灣 緯來戲劇台 星期一至五 22:00 - 23:00        | 臺灣 緯來戲劇台 星期一至五 22:00 - 23:00 | 臺灣 緯來戲劇台 星期一至五 22:00 - 23:00 |
| ----------------------------------------------- | ---------------------------------------- | ---------------------------------------- |
|                                                 | 真愛 （2008年12月8日 - 2009年1月30日）   |                                          |
| 愛也好恨也好 （2008年8月26日 - 2008年12月12日） | 冬候鳥 （2009年2月2日 - 2009年4月29日）  |                                          |

| 中国 安徽衛視 獨播劇場                   | 中国 安徽衛視 獨播劇場                       | 中国 安徽衛視 獨播劇場 |
| ---------------------------------------- | -------------------------------------------- | ---------------------- |
|                                          | 愛情正在直播 （2009年 月 日 - 2009年 月 日） |                        |
| 天使之争 （2009年 月 日 - 2009年 月 日） | 太阳的女人 （2009年 月 日 - 2009年 月 日）   |                        |